# Gare d'Esquelbecq
La gare d'Esquelbecq est une gare ferroviaire française de la ligne d'Arras à Dunkerque-Locale, située sur le territoire de la commune d'Esquelbecq dans le département du Nord, en région Hauts-de-France. 
C'est une halte voyageurs de la Société nationale des chemins de fer français (SNCF), desservie par des trains TER Hauts-de-France.

## Situation ferroviaire
Établie à 22 mètres d'altitude, la gare d'Esquelbecq est située au point kilométrique (PK) 287,481 de la ligne d'Arras à Dunkerque-Locale entre les gares d'Arnèke et de Bergues.

## Histoire
Le tableau du classement par produit des gares du département du Nord pour l'année 1862, réalisé par Eugène de Fourcy, ingénieur en chef du contrôle, place la station d'Esquelbecq au 37e rang, et au 106e pour l'ensemble du réseau du Nord, avec un total de 30 186,03 francs. Dans le détail, cela représente : 21 841,53 francs pour un total de 15 883 voyageurs transportés, la recette marchandises étant de 2 585,00 francs (grande vitesse) et 5 759,50 francs (petite vitesse).
Les plans du projet définitif du bâtiment voyageurs ont été présentés par la Compagnie en 1864.
Entre 1910 et 1951, la gare est également desservie par la ligne de chemin de fer secondaire à écartement métrique de Herzeele à Saint-Momelin de la Société générale des chemins de fer économiques (SE).
Le 11 novembre 1957, le train Bâle-Dunkerque déraille en gare d'Esquelbecq, on relève treize blessés.

## Service des voyageurs

### Accueil
Halte de la SNCF, c'est un point d'arrêt non géré (PANG) à accès libre. Elle est équipée d'automates pour l'achat de titres de transport.

### Desserte
Esquelbecq est desservie par des trains TER Hauts-de-France, qui effectuent des missions entre les gares de Lille-Flandres ou d'Hazebrouck et de Dunkerque.

### Intermodalité
Un parc pour les vélos et un parking pour les véhicules y sont aménagés à ses abords.